# 2018년 피지 지진
2018년 피지 지진은 2018년 8월 19일 피지 동부 해역에서 일어난 모멘트 규모 Mw8.2의 지진이다. 처음에는 규모 7.9로 발표되었다가 이후 8.2로 상향하였다. 깊이는 563.4km로 매우 깊은 심발지진이다. 이 지진으로 미국의 태평양 지진해일 경보 센터는 미국령 사모아를 포함한 남태평양 일대에 쓰나미 주의보를 내렸으나 매우 낮은 높이의 쓰나미만 주변에 도달하였다. 진원이 깊어 인명 피해는 일어나지 않았다.
같은 해 9월 7일에는 비슷한 곳에서 모멘트 규모 Mw8.1의 지진이 일어났다. 10월 1일에도 역시 비슷한 지역에서 모멘트 규모 Mw6.6의 지진이 일어났다.
이 지진은 2018년에 일어난 지진 중 규모가 가장 큰 지진이다.

## 같이 보기
- 2018년 지진